# Revista del Centro Estudiantes de Farmacia
Revista del Centro Estudiantes de Farmacia (abreviado Revista Centro Estud. Farm.) es una revista con ilustraciones y descripciones botánicas que es editada en Córdoba desde el año 1925.